# Мови Ірану

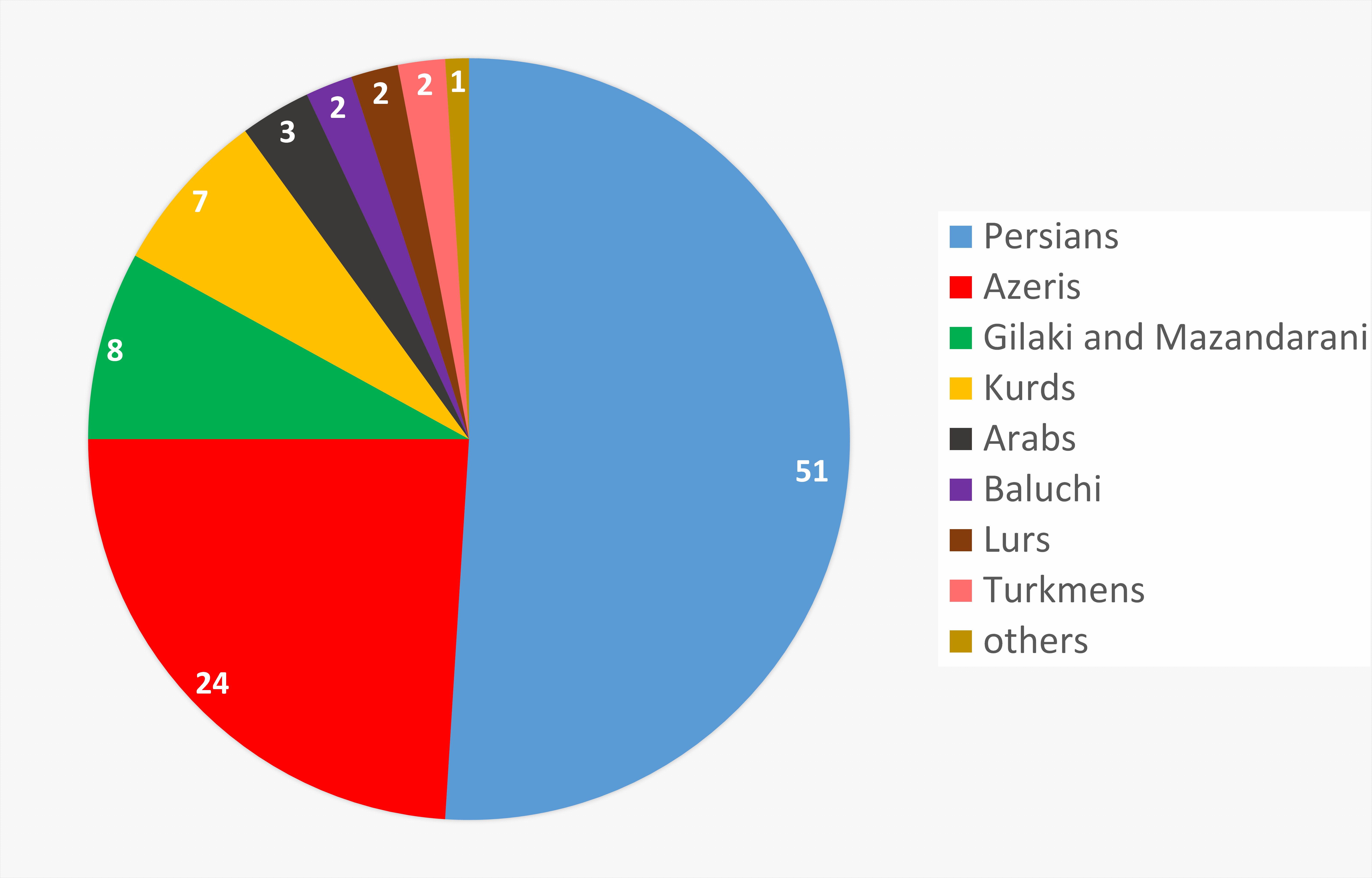
Відсоток носіїв мов, якими розмовляють в Ірані відповідно до звіту ООН

За даними перепису населення Ірану становило понад 1,2 %. Різні журнали публікували різні та багато в чому відмінні доповіді про статистику мовної відмінності в Ірані.

## Відмінність статистики
Причина різноманітності статистики полягає в тому, що:
- Не існує чіткої межі між мовами, і перська як державна мова в усіх частинах Ірану, яка є рідною мовою, також є основною мовою серед багатьох сімей та рідною мовою, яка не занесена до більшості статистичних даних.
- Переміщення та міграції порушують мовну рівновагу району.

## Звіти та кошториси

### Ethnologue
Ethnologue підрахував, що перськомовне населення Ірану в 2019 році становить 6 мільйонів або більше 2 %.

### Носії іранських та неіранських мов
Наприкінці року чисельність населення Ірану оцінювалася в межах від 2 до 5 мільйонів. Ethnologue заявив про кількість населення різних мов в Ірані відповідно до 5 року. Зауважте, що існує різниця між етнічною приналежністю та діалектом, і, наприклад, кількість азербайджанських носіїв мови включена в таблицю, тоді як етнічна чисельність населення Азербайджану дещо більша. Понад 5 % іранців розмовляють однією мовою в 6 році.
| Ряд             | Ім'я                          | Населення (1) | Відсоток загальної кількості населення Ірану (1) |               |
| Іранські мови   | Іранські мови                 | Іранські мови | Іранські мови                                    | Іранські мови |
| --------------- | ----------------------------- | ------------- | ------------------------------------------------ | ------------- |
| ۱               | Перська мова                  | ٬ ٬ ٬ ۰۰۰ ۰۰۰ | ٫ ٫ ۷۴                                           |               |
| ۲               | Курдська мова                 | ٬ ٬ ٬ ۰۰۰ ۰۰۰ | ٫ ٫ ۹۵                                           |               |
| ۳               | Мова Ларрі                    | ٬ ٬ ٬ ۰۰۰ ۰۰۰ | ٫ ٫ ۱۱                                           |               |
| ۴               | Мова Ґілакі                   | ٬ ٬ ٬ ۰۰۰ ۰۰۰ | ٫ ٫ ۹۸                                           |               |
| ۵               | Мова мазандаранців            | ٬ ٬ ٬ ۰۰۰ ۰۰۰ | ٫ ٫ ۹۱                                           |               |
| ۶               | Мова Балухи                   | ٬ ٬ ٬ ۰۰۰ ۰۰۰ | ٫ ٫ ۳۹                                           |               |
| ۷               | Мова лакі                     | ٬ ٬ ٬ ۰۰۰ ۰۰۰ | ٫ ٫ ۲۴                                           |               |
| ۸               | Мова таті                     | ٬ ٬ ۰۰۰       | ٫ ٫ ۴۹                                           |               |
| ۹               | Інші іранські мови            | Обмежений     | ٫ ٫ ۰۴                                           |               |
| Всього          | Іранські мови                 | ٬ ٬ ٬ ۰۰۰ ۰۰۰ | ٫ ٫ ۴۵                                           |               |
| Неіранські мови |                               |               |                                                  |               |
| ۱               | Азербайджанська турецька мова | ٬ ٬ ٬ ۰۰۰ ۰۰۰ | ٫ ٫ ۵۷                                           |               |
| ۲               | Туркменська мова              | ٬ ٬ ۰۰۰       | ٫ ٫ ۹۸                                           |               |
| ۳               | Хорасані турецька мова        | ٬ ٬ ۰۰۰       | ٫ ٫ ۱۰                                           |               |
| ۴               | Кашкайська турецька мова      | ٬ ٬ ۰۰۰       | ٫ ٫ ۱۹                                           |               |
| ۵               | Арабська мова                 | ٬ ٬ ٬ ۰۰۰ ۰۰۰ | ٫ ٫ ۶۴                                           |               |
| ۶               | Вірменська мова               | ٬ ٬ ۰۰۰       | ٫ ٫ ۱۲                                           |               |
| ۷               | Ассирійська мова              | ٬ ٬ ۰۰۰       | ٫ ٫ ۰۲                                           |               |
| ۸               | Інші неіранські мови          | Обмежений     | ٫ ٫ ۰۲                                           |               |
| Всього          | Неіранські мови               | ٬ ٬ ٬ ۰۰۰ ۰۰۰ | ٫ ٫ ۵۵                                           |               |
| Сукупне ціле    | Усі поширені мови в Ірані     | ٬ ٬ ٬ ۰۰۰ ۰۰۰ | ۱۰۰                                              |               |

### Іранський статистичний центр

Перська мова

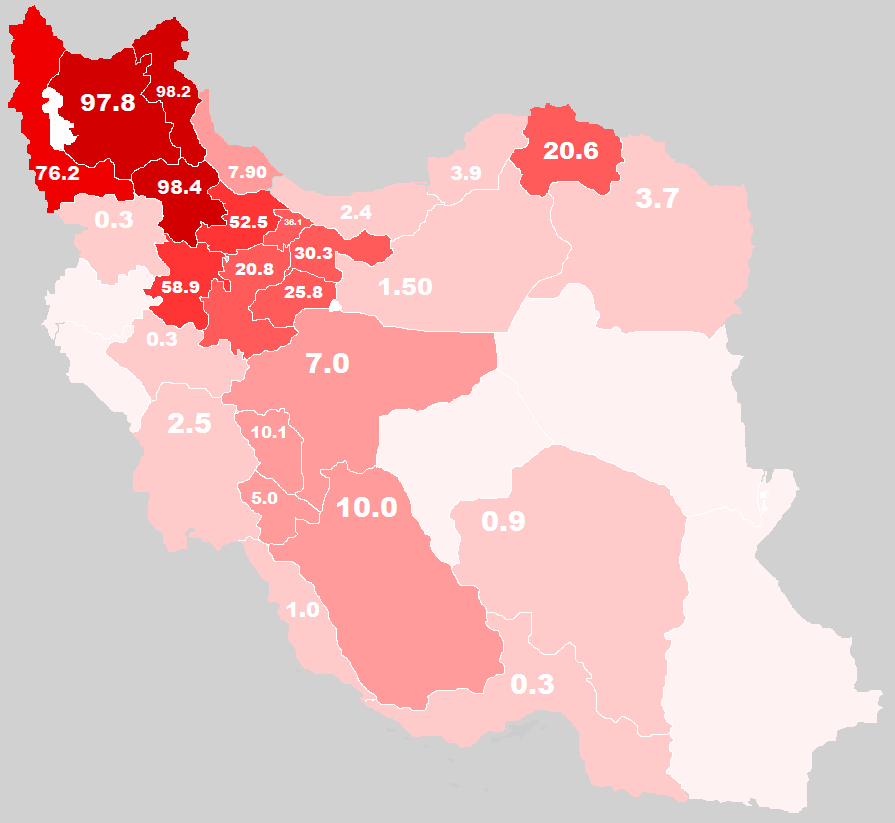
Відсоток населення азербайджанців, турків і туркмен в іранських провінціях

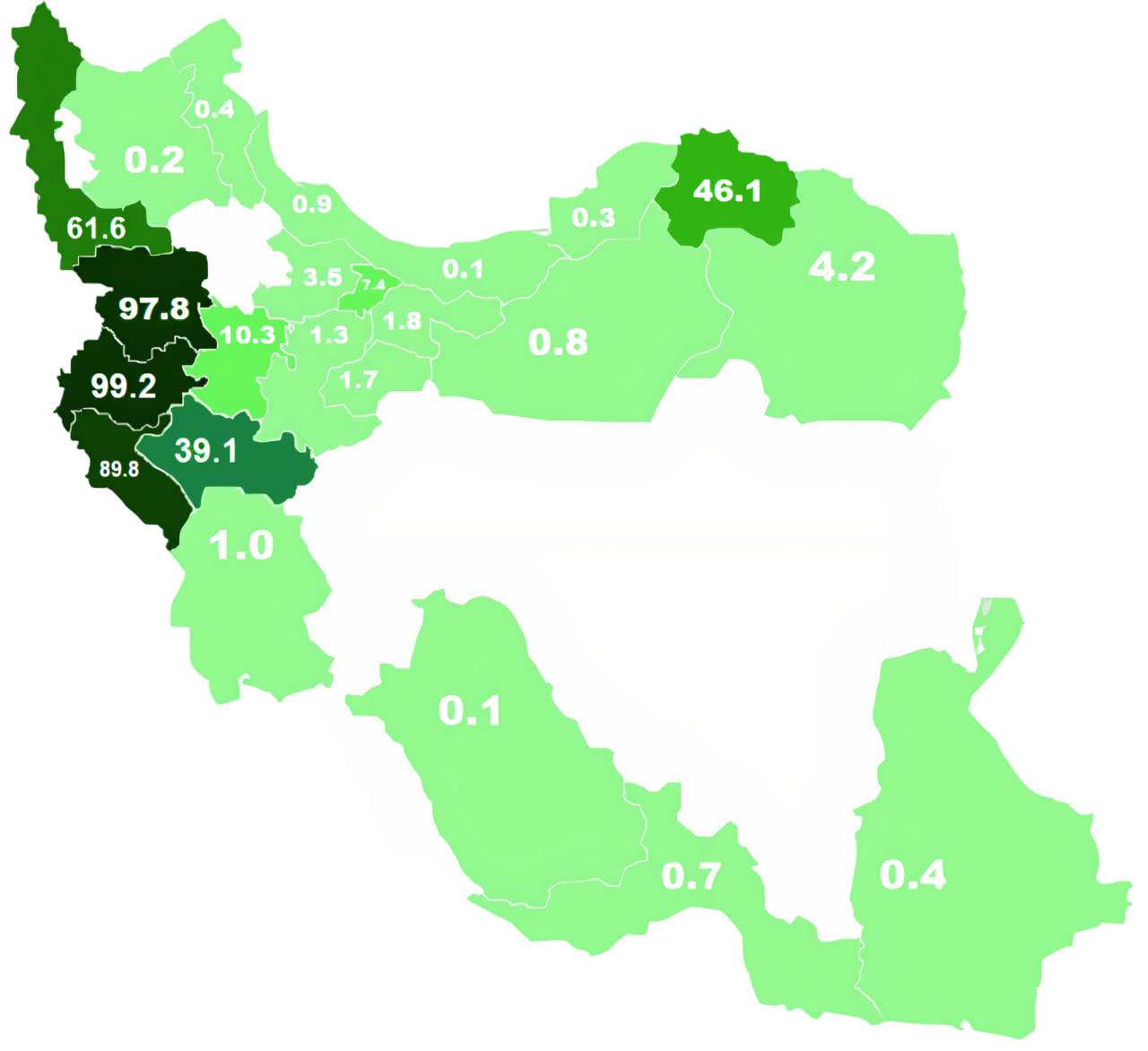
Розподіл курдів в Ірані по провінції

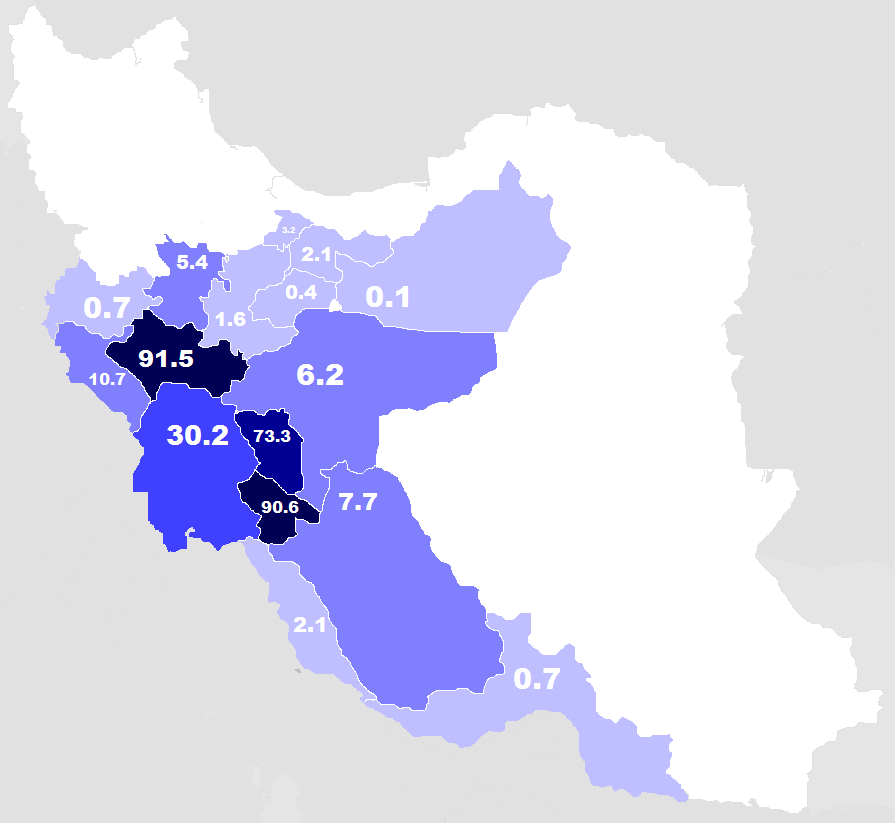
Поширення носіїв мови лорі в Ірані в опитуванні, замовленому Іранською радою громадської культури

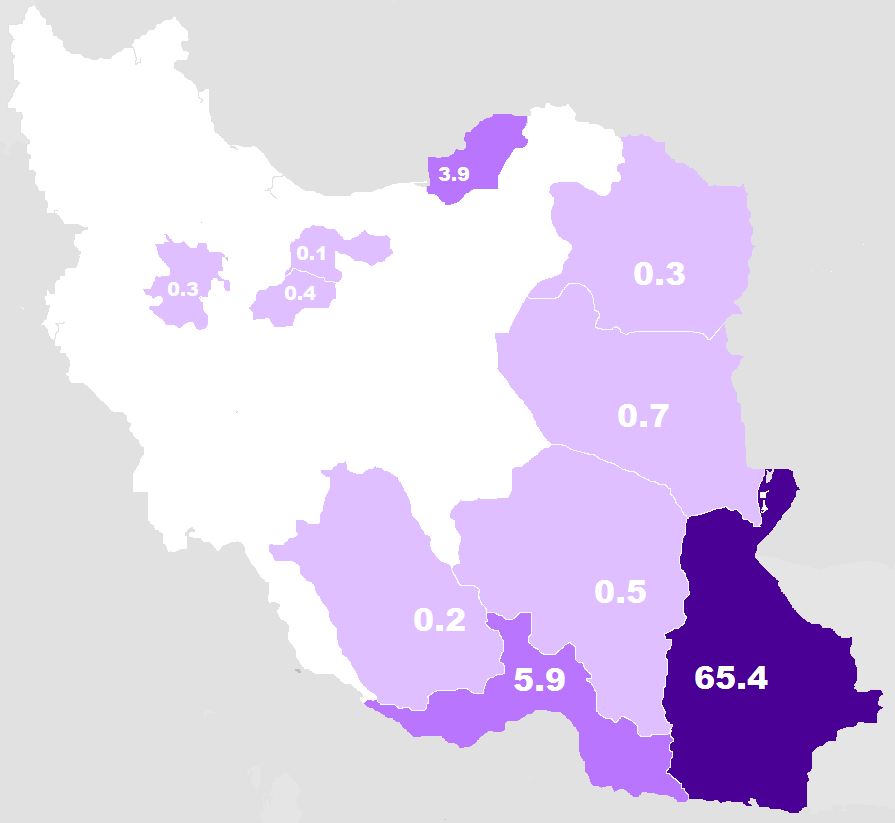
Відсоток людей Балучі в Ірані

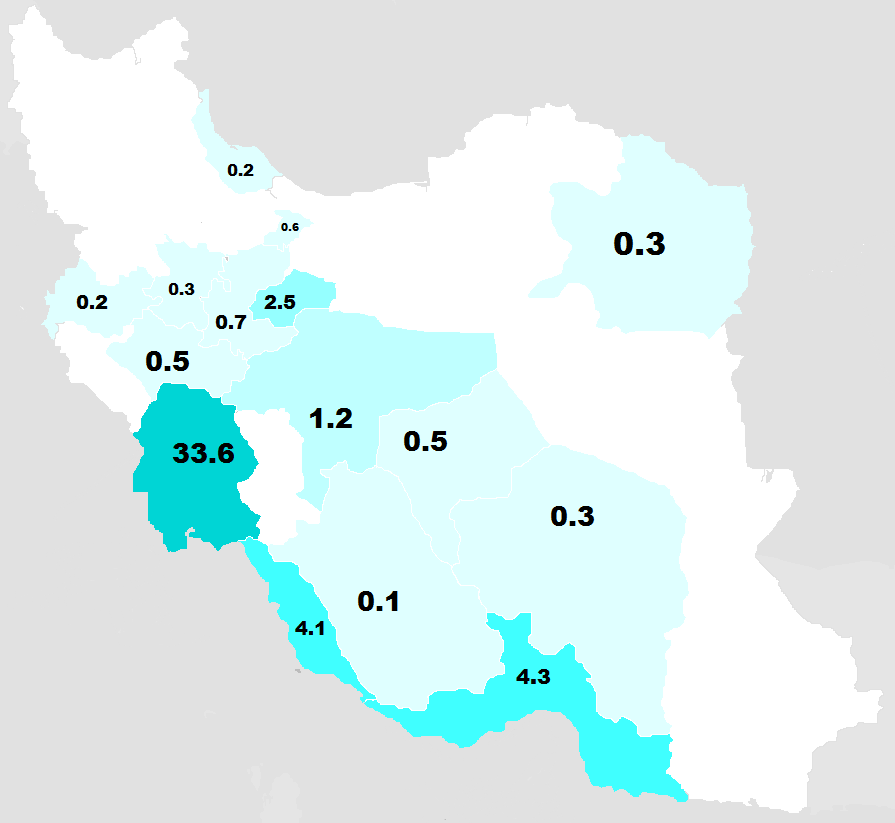
Арабська мова

За результатами перепису другого року за етнічним складом іранської нації населення Персії становить приблизно 5 — 5 відсотків населення Ірану. Перепис року 1 показує, що від 5 до 5 % населення говорить на фарсі, а 5 % — лише на фарсі. Після персів азерський народ є більш населений. Населення Азербайджану становить близько 4-5 %, а туркменське — близько 1,5 % населення Ірану. Близько 2,5 % до 6 % населення належить до третьої етнічної групи, курдів-сунітів та шиїтів на заході країни. За ними слідують араби на південному заході країни з приблизно 2 % та балучі на південному сході відповідно близько 2 % всього населення.

### ЦРУ
ЦРУ у своїй книзі фактів вказало відсоток носіїв будь-якої мови серед населення Ірану:
- Перська мова 2 %
- Тюркські мови (азербайджанська, кашкаї, туркменська та халкська) 2 %
- Курдська мова 2 %
- Ґілакі та Мазандаран 1 %
- Мова Ларрі 2 %
- Арабська мова 2 %
- Балучі;
- Таті і Талисі 2 %
- Інша мова (вірменська, ахомі, грузинська тощо) 2 %

### Енциклопедія світового атласу
У своїй доповіді Всесвітня Енциклопедія Атласу представляє основні загальні мови в Ірані:
- Фарсі (сорок вісім мільйонів чоловік)
- Туреччина з Азербайджану (десять мільйонів людей в Азербайджані)
- Курдський (сім мільйонів)
- Ларрі (три мільйони)
- Балучі, Туркменістан, Таті, Талисі та інші (близько чотирьох мільйонів)

### Фонд народонаселення ООН
Фонд Payhgzarsh населення, Організація Об'єднаних Націй, мова населення Ірану складається з
- ٪ ٪ Перська
- ٪ ٪ Азербайджанці
- 4. Гілакі та Мазандарані
- Ти курдський
- ربی ٪ Арабська
- Балучі
- 4. Ларрі
- ٪ ٪ Туркмен
- Таті і Талеші
- 2. Інші мови, такі як лакі, кашкаї, казахська, хазарагі, грузинська, вірменська тощо.

### Майбутнє терористичної загрози

Каспійські райони (Ґілакі, Мазандаран, Талисі та Таті)

Наступна статистика отримана на основі нещодавно опублікованої американської організації «Завтра терору» з коефіцієнтом помилок +/- 0,9 % шляхом рівномірного вибірки статистичної кількості кожної провінції:
- Англійська ۵۰ ٫ ۵
- Азербайджанська ۲۱ ٫ ۶ ٪
- Курдська ۷ ٫ ٪ ٪
- Gilaki & Mazandarani 3.5
- Арабська ۲ ٫ ۷ ٪
- Лавр 1.1
- Балучі 3.5
- Каспійські райони (Ґілакі, Мазандаран, Талисі та Таті) Таті і Талеші 1,5 %
- Туркмен ۰ ٫ ۹
- Невідомо 2–3 ٪ ٪

## Мови, що перебувають під загрозою зникнення в Ірані
За даними Атласу світу, понад 5 мов в Ірані підлягають тотальному вмиранню та вимиранню. ЮНЕСКО також оголосив одну або дві мови, ризикуючи бути знищеними в Ірані. Наведена в таких джерелах статистика, як небезпечні мови ЮНЕСКО Атлас кількості та назв іранських небезпечних мов, на жаль, не є точним. Наприклад, у цьому Атласі кількість зникаючих мов в Ірані оцінюється в 7, але цей список не є прийнятним до списку експертів. За даними джерел, кількість живих мов в Ірані становить 7. Близько половини цих мов — це приблизно половина цих мов різного ступеня. ЮНЕСКО призначив 1 ступінь ступеня ризику мови та вважає ефективними чотири чинники. Два з цих факторів мають велике значення. Один з них — кількість носіїв мови. Другим фактором, який ЮНЕСКО називає золотим фактором, є фактор передачі між поколіннями.
1. زبان آشتیانی
2. زبان بشاگردی
3. زبان فارسیهود
4. زبان گازی
5. زبان گورانی
6. زبان خلجی
7. زبان ترکی خراسانی
8. زبان خوانساری
9. گویش کرشی
10. زبان اچمی
11. زبان مندائی
12. زبان نطنزی
13. زبان نائینی
14. زبان سمنانی
15. زبان سنایا
16. زبان سیوندی
17. زبان سوی
18. زبان تالشی
19. زبان تاتی
20. گویش وفسی
21. گویش بهدینان

 Написана Крістофером Мозелі та відредагована низкою лінгвістів у різних географічних районах світу та опублікована ЮНЕСКО, книга «Атлас світових зникаючих мов» — це видання про зникаючі або вимерлі мови у світі. Виходить. ЮНЕСКО вперше за рік випустив атлас з небезпекою для зникаючих мов, тим самим попереджаючи про вимирання мов у всьому світі. Попередження зараз серйозно сприймають ті, хто приймає рішення, політики, а також лінгвістичні спільноти та вчені, засоби масової інформації та громадянське суспільство у всьому світі. Зникаюча чи вимерла мова — це мова, яка попередніми поколіннями не передається новій генерації. Такі мови навіть не мають дійсності навіть серед людей, які говорять цією мовою, і в багатьох випадках вони не письмово і просто усні.
У цій дискусії мови та діалекти класифікуються на дві групи, загрожує їх руйнуванням;
Захищені мови
2. Стабільні, але можливі до зникнення мови
Вразливі мови
Мови, що зникають
2. Сильно зникаючі мови
2. Сильно зникаючі мови
Вимерлі мови.
Серед них мови та діалекти в Ірані є одними з найвищих в іранській, турецькій та саамській мовах. Але важливим моментом є те, що всі вони — «іранські мови».
4 мови вимерли: Лашан Дедан (арамейський) та Холала.
۳ Мови, що перебувають у критичному стані: Senaya (арамейський 4 тони), Mandayik (арамейський 2 тони), Cyrus (іранський 4 тони).
Мови, що ризикують зникнути: Натанзі (Іран 2 тони), Найні (Іран 2 тони).
۱۴ Мови в групі ризику: Таті (іранське населення, неуточнене населення), арамейський (3 т), хурамі (6 іранців), джиді (5 іранців), вафсі (5 іранців), аштіані (5 іранців), семнані (5 іранців), Хансарі (іранський 4 тонни), Гезі (іранський 4 тонни), зороастрийський Дарі (іранський 8 тонн), Суй (іранський 4 тонни), Бішагерді (іранський 6 тонн), Ахемі (іранський 4 тонни), Сіванді (іранський 6 тонн).
۳ Мови вразливі: Талеші (Іран 2 тонни), Халаджі (Турецька 2 тони), Хорасані Турецька (3 тонни).

## Статус місцевих мов в Ірані

### Турецькі мови

#### Азербайджанська турецька
Азербайджанська турецька мова може бути другою мовою турецької мови після узбецької, яка отримала найбільший вплив із фарсі. Цей вплив був більше на фонологію, лексику та структуру, а менший — на мову. Почався вплив елементів іранської мови на характер Центральної Азії. Алі Abolqasemi, експерти та дослідники місцевої історії і культури попереджають про руйнування азербайджанської турецької півночі провінції, сказав турецька північна провінція спостерігається серйозної шкоди і знищена в протягом найближчих років. За його словами, турецькою мовою на півночі провінції Хамадан було знехтувано і частково приписується турецькомовній громаді північних міст провінції. З часом турецькі слова були забуті, а слова з інших мов, включаючи фарсі, проникли в турецькі діалекти провінції. Абулькасемі сказав, що більшість батьків дітей змінили свою розмовну мову з турецької на перську. Ethnologue вважає азербайджанське населення іранської мови на 6,2 % і вважає його поширення на північ (захід) та центральний Іран.
Хоча загроза вимирання не загрожує азербайджано-турецькій мові в Ірані, вона має великі виклики та проблеми:
3. Зменшення і поширення турецької мови явища мови Фазрі: Феномен «мови Фазрі» (фарсі + азербайджанська) — турецька мова, змішана з перською словником і граматикою, що вичерпується формою і змістом через надмірний склад. Грубо кажучи, перська стала мовою без структури, правил та динаміки. Поширення феномену Фазрі, особливо серед населення іммігрантів у мегаполісах, є найбільшою загрозою для азербайджанської турецької мови, оскільки вона заганяє мову зсередини, а її носії мови поступово забувають про рідну мову та замінюються домінуючою (фарсі) мовою. Два фактори сприяли формуванню цього явища. По-перше, засоби масової інформації та по-друге, система освіти.
Мовна пасивність: Нестача наукових, дослідницьких центрів, а також таких факторів, як забуття та поширення рідної мови (феномен Фазрі) у процесі словесної передачі від покоління до іншого, та неможливість збалансувати та врівноважити нові теми, концепції та об'єкти, може Зробіть рідну мову статичною та інертною. Нездатність передачі мови та пасивність можуть протягом тривалого періоду часу перетворити мову в діалект або навіть призвести до поступової загибелі цієї мови. Наприклад, мови Маззіні та Гілакі стали міськими діалектами та діалектами в міській місцевості принаймні за останні десятиліття, які, згідно з лінгвістичними визначеннями, навряд чи можна назвати мовами.
2. Брак мови та алфавіту: у широкому діапазоні таких країн, як США, Росія та Китай, освітня система та засоби масової інформації відіграли важливу роль у зменшенні діалектів англійської, російської та китайської мов та вдосконаленні стандартного діалекту для рідних мов. Однак в Іранському Азербайджані ми бачимо протилежне в тому, що через відсутність професійних засобів масової інформації, системи освіти та стандартного турецького алфавіту розуміються та сприймаються різні діалекти турецької мови (наприклад, Qashqai та Khalji Turkish). Вони мають труднощі в розумінні один одного і стають окремими мовами (Qashqai та Khalqi).
7. Стереотипна та негативна перспектива: У домінуючому дискурсі в Ірані азербайджано-турецька мова вважається слабкою, не має потенціалу, ненауковою та неосвіченою. Всесвітньо відомий твір не був створений останніми роками турецько-азербайджанською мовою Ірану.
2. Перспектива безпеки: Увага до цієї мови вважається підсиленням розбіжності та ознакою сепаратизму і розглядається як зовнішня та національна змова проти національної безпеки.

#### Туркменська
Туркменські твори в Ірані та Афганістані написані перською. У Туркменістані перська письмо було замінене перською, а потім латинською. У чотирьох латинських лініях, заснованих на турецькій (Стамбульській) лінії, було замінено серійну лінію.

#### Турецька Хорасані
ЮНЕСКО розробив атлас зникаючих або застарілих мов, який можна переглянути в Інтернеті за допомогою карт Google. У цьому списку в Ірані виділяють вісім мов, що перебувають під загрозою, включаючи турецьку Хорасані, яку називають вразливою. Здебільшого говорять у провінції Північний Хорасан, але також говорять у провінціях Хорасан-Резаві та Ґолестан. Більшість тих, хто розмовляє хорасані турецькою, також розмовляють перською. Поступове знищення хорасанської турецької мови було на півночі та в центрі Хорасану.

#### Турецька кашкайська мова
Кашкайська турецька мова — один із південно-західних діалектів турецької мови, якою розмовляють кашкайці. У словниковому запасі кашкайської мови очевидний вплив перської мови. Тексти, складені Доерфером та його колегами з Фірузабада, мають великий арабський вплив. Урядова та військова лексика, такі як Пашбан, Пайкан і Шах, були введені перською мовою як ніколи. Релігійні конотації здебільшого мають арабське походження, але походять із перської та зберегли свої перські риси. На медичну термінологію також впливають фарсі, такі як пацієнт, біль та ліки. Згідно з одним із досліджень, кашкеї у Фірузабаді використовують рідну мову в сімейних та дружніх районах різного віку, але в Ширазі люди, які не досягли 20-річного віку, рідше використовують рідну мову. У Ширазі перська мова є домінуючою мовою в різних сферах, і вона використовується в неофіційних ситуаціях в деяких випадках як рідна мова, тоді як у Фірузабаді їй надають перевагу в подібних турецьких умовах. Турецька мова в Ширазі сильно впливає перською. Мова кашкай поступово втрачає свою популярність серед молоді.

#### Казахська мова
Населення казахів в Ірані понад 5000, проживає в містах Ґорґан, Бендер-Торкеман та Ґонбад-е-Кабус. Більшість із них іммігрувала до Ірану з радянського Казахстану на початку ХХ століття. Казахська мова поширена серед них.

#### Халядська мова
Історичні дані свідчать про те, що Халай спочатку був арійсько-ніжадським народом і групою скіфів, які в Центральній Азії були тюркомовними. Народ Халай — культурно іранський. Сьогодні халядській мові загрожує вимирання і поступилася місцем перській серед нового покоління халаїв. Нове покоління лише до кінця знайоме з цією мовою, і вони вже не використовують її між собою. За даними сайту Ethnolog, кількість носіїв халядської мови в Ірані становить 42 100.

#### Il Bachaqchi
Бачаккі — одне з найбільших племен у провінції Керман. Вони — релігійні шиїти, і в минулому вони говорили на турецькому діалекті, але сьогодні вони здебільшого урбанізовані і розмовляють перською. Слово Bachaqchi по-турецьки означає виробник ножа і, схоже, походить від імені одного з попередніх племінних вождів.

### Курдська мова
Курдська мова — одна з індоєвропейських мов у групі західноіранських мов. Курдською також називають діалектний континуум, про який зараз говорять курди. Курдська або курдська мова — одна з іранських мов північно-західної гілки, що пов'язана з перською та белуджською мовами. Визначення мови як «курдської» завжди підлягало нелінгвістичним чинникам, особливо політичним та культурним факторам. «Курдська» як перська мова означає мову зі стандартною формою і граничного визначення не ясно, але тепер ряд іранських мов північного заходу, називають іноді разом, і іноді вони також мовно віддалені.
Оголошуючи Рухані з викладання курдської мови в університеті Курдистану, новина була широко в країні і за кордоном. Наразі 48 публікацій в Курдистані мають ліцензію як перською, так і курдською мовами, а за останні два роки було ліцензовано понад 180 курдських книг, що свідчить про важливість збереження та зміцнення курдської мови в Ірані.

### Мова Лорі
Мова лорі — одна з мов, чиє життя загрожує з різних внутрішніх і зовнішніх причин. Завдяки рясному та необдуманому використанню методу вибору слова цей метод став найважливішим фактором травм у мові лорі. Сьогодні взаємодія народів і націй напрочуд розширилася, і це зробило ще більший вплив один на одного у всіх сферах. У зв'язку з цим вплив мов один на одного став можливістю для одних племен і серйозною загрозою для інших. Деякі мови мають можливість стати більш небезпечними через фактори розвитку мови, а інші все більше загрожують та загрожують вимиранням через брак цих факторів. Здається, Лорі є однією з мов другого класу, якій загрожують. Через відсутність чіткої та єдиної каліграфії та через особливі біологічні умови цей народ не зміг написати своїх літературних творів. Обидва ці фактори становлять загрозу для виживання мов лорських людей. Уникання виступу лорі є більш поширеним серед освічених, і особливо академічної спільноти Лорі.

### Лакіська мова
Лакі — мова племен лаків Ірану і є однією з іранських мов північно-західної гілки, поширеної в західних областях Ірану. Близько 1,5 мільйона людей, у тому числі один мільйон, володіють рідною мовою (2002). Лакіська мова була зареєстрована як незалежна іранська мова в серпні 2017 року на прохання провінції Лурестан. Лакі — одна з найдавніших мов. Кількість слів цією мовою до 30 000. У сучасній мові лакі багато слів, термінів і фраз в мові Авестану досі залишаються в оригінальному вигляді без будь-яких загальних змін. Лакі — це майже поетична мова, сповнена віршів, прислів'їв, алегорій, легенд та багатьох її слів і фраз. Мова та література Лакі піддаються забуттєві та серйозній шкоді. У лакійській мові немає жодного рядка. Абдул Алі Мірзанія, експерт, поет і дослідник мови Лекі, каже: «Слова мови лакі підлягають забуттю, що є серйозним попередженням протистояти шкоді цій давній мові». Розмовна мова більшості лакіських дітей — перська.

### Мова Ґілакі
Дослідження свідчать, що мова Ґілакі перебуває під загрозою, і батьки, що говорять на Ґілакі, наполягають, особливо в містах, що говорять на Ґілакі, щоб їхні діти розмовляли перською. Цей фактор, зменшуючи знання словника Ґілакі, з одного боку, порушує процес лексичного та граматичного народження Ґілакі, а з іншого — прискорює білінгвізацію Ґілакі та вимушене використання перських слів у своїх розмовах, прискорює процес поступового вимирання Ґілакі. Мова Ґілакі складається з чотирьох діалектів: Беяпсі (Західний Ґілян), Бейхапіші (Східний Ґілян), Табарі (Західний Мазандаран) і Дейламі (гірські райони на південь від Ґіляну). Звичайно, люди північно-західного Ґіляну розмовляють іншою мовою родини каспійських мов, що є талиською мовою. Через тенденцію зміни мови та діалектів у містах Ґіляну, включаючи Рашт, наступні два покоління вже не зможуть розмовляти на Ґілакі. Доктор Маріам Садат Фаязі, викладач кафедри мови та літератури Науково-дослідного інституту Ґіляну, заявила, що згідно з Інститутом Макса Планка, Ґілакі є другою найбільш зникаючою іранською мовою: "Ґілакі можна класифікувати як «вразливі та вкрай небезпечні». Дали місце. Відповідно до Атласу зникаючих мов ЮНЕСКО, світові мови можна класифікувати на шість категорій: «здорові», «вразливі», «відносно зникаючі», «сильно зникаючі», «критичні» та «вимерлі». «Здорові мови» мають носіїв мови, які передають свою мову від одного покоління до другого. До шкідливих мов відносяться мови, якими розмовляють молоді мовці в деяких областях та в певних ситуаціях, «мови, що перебувають під загрозою зникнення». Він включає дітей, мова яких не вивчається як їх рідна мова вдома. «Надзвичайно зникаючі мови» відносяться до мов, якими розмовляють люди старшого віку, і хоча молоде покоління (батьки) це цілком розуміють, вони теж розуміють. Вони не вчать цього своїм дітям, носіям «критичних мов» старих Те, що в певних контекстах, щоб говорити на їх мові і «вимерлі мови» говорять. Враховуючи вищезгадану сегрегацію, Ґілакі можна віднести до категорії «вразливих» та «вразливих».

### Мазені мова
Мазандеранська мова є однією із мов, якій загрожує вимирання. بنا بر نظر سازمان ملل چنین نیست؛ نیازمند منبع معتبرتر[джерело?] Мохаммад Салех Закері, дослідник мазандаранської мови, попередив про небезпеку вимирання цієї давньої мови з індоєвропейським корінням, заявивши, що згідно з опитуванням, 60 % сімей мазандаранців також розмовляють перською. На зустрічі з приводу майбутнього мазандаранської мови він додав: «Відсутність бажання мазандаранських сімей навчати своїх дітей рідною мовою є найважливішою причиною загрози мазандаранській мові». Він згадав про обмеження сфери застосування, вплив інших мов та розчарування та відсутність впевненості у власних силах у користуванні рідною мовою в якості інших загрозливих факторів мазандаранської мови. Закері сказав, що в сім'ях мазандаранської мови позитивного ставлення немає, додавши, що це негативне ставлення більше у дівчат, ніж у хлопців, у дітей та підлітків більше, ніж у дорослих.

### Белуджійська мова
Белуджійська іранська мова і мова NW Tati, курдської і талиської поблизу багато. Белуджійська мова більше пов'язана з парфянською мовою, ніж із середньоперською мовою тому, схоже, мовники цієї мови переселилися в сучасний Белуджистан у далеке минуле з північних районів сучасного Ірану. Представники Белуджі, ймовірно, спочатку жили на березі Каспійського моря та переселилися до того, що зараз є навколо AH / 10 століття нашої ери.

### Арабська мова
Хузестанський діалект арабської мови діалект арабської мови дуже близько до діалекту арабських месопотамському розташований на південному заході Ірану, особливо в Хузестані і південних районах провінції Елі арабських люди говорять.

### Інші мови

#### Вірменська мова
Адаптація вірменської мови з перських мов більше відноситься до парфянської мови пахлаві в парфський період. Деякі слова збереглися у вірменській мові і досі вживаються. Таким чином, певні занедбані та застарілі слова пахлаві можна знайти у вірменській мові.

#### Грузинська мова
Грузини Ірану — це грузинський народ, і одна з етнічних груп, що мешкають в Ірані, предки яких були зіслані з батьківщини Грузії, переважно через їхній опір шахам Ірану. Сьогодні, приблизно три століття потому, їх лишилося лише 100 000, деякі з яких добре відомі в прибережних районах північного Ірану, зберігаючи свої культурні елементи: одяг, танець, музику, кулінарію та архітектуру. Деякі грузини в гірських районах на захід від Ісфахану послуговуються грузинською мовою.

## Супутні дослідження
- Населення Ірану

## Ресурси
1. 1 2  Country Profile (IRAN). UNFPA IRAN. Архів оригіналу за ۲۹ ژوئیه ۲۰۱۳.
2. ↑  Архівована копія. Архів оригіналу за 24 лютого 2021. Процитовано 24 лютого 2021.{{cite web}}:  Обслуговування CS1: Сторінки з текстом «archived copy» як значення параметру title (посилання)
3. ↑  Архівована копія. Архів оригіналу за 5 січня 2022. Процитовано 24 лютого 2021.{{cite web}}:  Обслуговування CS1: Сторінки з текстом «archived copy» як значення параметру title (посилання)
4. 1 2  Архівована копія. Архів оригіналу за 24 лютого 2021. Процитовано 24 лютого 2021.{{cite web}}:  Обслуговування CS1: Сторінки з текстом «archived copy» як значення параметру title (посилання)
5. ↑  مؤسسه مطالعات و پژوهش‌های سیاسی ایران. Архів оригіналу за 15 вересня 2015. Процитовано 24 лютого 2021.
6. ↑  Actual Statistics from Iran. azargoshnasp.net.
7. ↑  Results of a New Nationwide Public Opinion Survey of Iran before the June 12, 2009 Presidential Elections (PDF). Terror Free Tomorrow. Архів оригіналу (PDF) за 23 липня 2013.
8. ↑  Архівована копія. Архів оригіналу за 9 листопада 2021. Процитовано 18 березня 2022.{{cite web}}:  Обслуговування CS1: Сторінки з текстом «archived copy» як значення параметру title (посилання)
9. ↑  Архівована копія. Архів оригіналу за 9 листопада 2021. Процитовано 18 березня 2022.{{cite web}}:  Обслуговування CS1: Сторінки з текстом «archived copy» як значення параметру title (посилання)
10. ↑  Архівована копія. Архів оригіналу за 27 січня 2013. Процитовано 24 лютого 2021.{{cite web}}:  Обслуговування CS1: Сторінки з текстом «archived copy» як значення параметру title (посилання)
11. ↑  Архівована копія. Архів оригіналу за 30 січня 2022. Процитовано 18 березня 2022.{{cite web}}:  Обслуговування CS1: Сторінки з текстом «archived copy» як значення параметру title (посилання)
12. ↑  Архівована копія. Архів оригіналу за 5 червня 2019. Процитовано 24 лютого 2021.{{cite web}}:  Обслуговування CS1: Сторінки з текстом «archived copy» як значення параметру title (посилання)
13. ↑  Архівована копія. Архів оригіналу за 1 травня 2021. Процитовано 18 березня 2022.{{cite web}}:  Обслуговування CS1: Сторінки з текстом «archived copy» як значення параметру title (посилання)
14. ↑  Turkmen language, alphabets and pronunciation. Архів оригіналу за 29 листопада 2020. Процитовано 24 лютого 2021.
15. ↑  Архівована копія. Архів оригіналу за 12 лютого 2015. Процитовано 24 лютого 2021.{{cite web}}:  Обслуговування CS1: Сторінки з текстом «archived copy» як значення параметру title (посилання)
16. ↑  Ethnologue report for language code: qxq. Архів оригіналу за 3 лютого 2013. Процитовано 24 лютого 2021.
17. ↑  Новости Казахстана. Агентство Казинформ. Архів оригіналу за 12 червня 2018. Процитовано 24 лютого 2021.
18. ↑  Bosworth, C.E. ; Doerfer, G. «K̲H̲alad̲j̲.» Encyclopaedia of Islam, Second Edition. Edited by: P. Bearman, Th. Bianquis, C.E. Bosworth, E. van Donzel and W.P. Heinrichs. Brill, 2008. Brill Online. UNIVERSITEITSBIBLIOTHEEK LEIDEN. 04 November 2008 <http://www.brillonline.nl/subscriber/entry?entry=islam_COM-0485%5Bнедоступне+посилання%5D>
19. ↑  Kıral, Filiz. 2007. Cultural changes in the Turkic world. Istanbuler Texte und Studien, Bd. 7. Würzburg: Ergon-Verl. p.۱۶۵
20. ↑  Ethnologue report for Iran. Архів оригіналу за 3 лютого 2013. Процитовано 24 лютого 2021.
21. ↑  Архівована копія. Архів оригіналу за 10 липня 2016. Процитовано 24 лютого 2021.{{cite web}}:  Обслуговування CS1: Сторінки з текстом «archived copy» як значення параметру title (посилання)
22. ↑  http://www.iranicaonline.org/articles/kurdish-language-i [Архівовано 17 листопада 2011 у Wayback Machine.] Encyclopaedia Iranica [Архівовано 13 лютого 2020 у Wayback Machine.]، سرواژهٔ Kurdish language
23. ↑  بنیاد مطالعات ایران [Архівовано 17 серпня 2017 у Wayback Machine.]، بازدید: مه ۲۰۰۹.
24. ↑  Архівована копія. Архів оригіналу за 5 лютого 2018. Процитовано 24 лютого 2021.{{cite web}}:  Обслуговування CS1: Сторінки з текстом «archived copy» як значення параметру title (посилання)
25. ↑  Архівована копія. Архів оригіналу за 29 серпня 2016. Процитовано 18 березня 2022.{{cite web}}:  Обслуговування CS1: Сторінки з текстом «archived copy» як значення параметру title (посилання)
26. ↑  Архівована копія. Архів оригіналу за 21 жовтня 2019. Процитовано 18 березня 2022.{{cite web}}:  Обслуговування CS1: Сторінки з текстом «archived copy» як значення параметру title (посилання)
27. ↑  Ethnologue report for language code:lki. Архів оригіналу за 3 лютого 2013. Процитовано 24 лютого 2021.
28. 1 2  Архівована копія. Архів оригіналу за 22 квітня 2021. Процитовано 18 березня 2022.{{cite web}}:  Обслуговування CS1: Сторінки з текстом «archived copy» як значення параметру title (посилання)
29. ↑  Архівована копія. Архів оригіналу за 4 серпня 2017. Процитовано 24 лютого 2021.{{cite web}}:  Обслуговування CS1: Сторінки з текстом «archived copy» як значення параметру title (посилання)
30. ↑  Архівована копія. Архів оригіналу за 16 травня 2021. Процитовано 18 березня 2022.{{cite web}}:  Обслуговування CS1: Сторінки з текстом «archived copy» як значення параметру title (посилання)
31. ↑  Архівована копія. Архів оригіналу за 28 вересня 2018. Процитовано 18 березня 2022.{{cite web}}:  Обслуговування CS1: Сторінки з текстом «archived copy» як значення параметру title (посилання)
32. ↑  Архівована копія. Архів оригіналу за 26 вересня 2020. Процитовано 18 березня 2022.{{cite web}}:  Обслуговування CS1: Сторінки з текстом «archived copy» як значення параметру title (посилання)
33. ↑  Архівована копія. Архів оригіналу за 7 серпня 2021. Процитовано 18 березня 2022.{{cite web}}:  Обслуговування CS1: Сторінки з текстом «archived copy» як значення параметру title (посилання)
34. ↑  Архівована копія. Архів оригіналу за 13 червня 2018. Процитовано 24 лютого 2021.{{cite web}}:  Обслуговування CS1: Сторінки з текстом «archived copy» як значення параметру title (посилання)
35. ↑  Balochi language:History
36. ↑  Compendium Linguarum Iranicarum, Herausgegeben von Rudiger Schmitt, p353
37. ↑  دائرةالمعارف بزرگ اسلامی، رضایی باغ بیدی، بلوچی، ص 520
38. ↑  مولیانی، جایگاه گرجی‌ها در تاریخ و فرهنگ و تمدن ایران، صفحات متعدد.

## Пов'язані посилання
- Британія
- Звіт ЦРУ [Архівовано 3 лютого 2012 у Wayback Machine.]
- Сканування різних культур Ірану [Архівовано 30 січня 2012 у Wayback Machine.]
- Звіт етнолога з Ірану [Архівовано 19 серпня 2012 у Wayback Machine.]